# Starý Jičín (hrad)

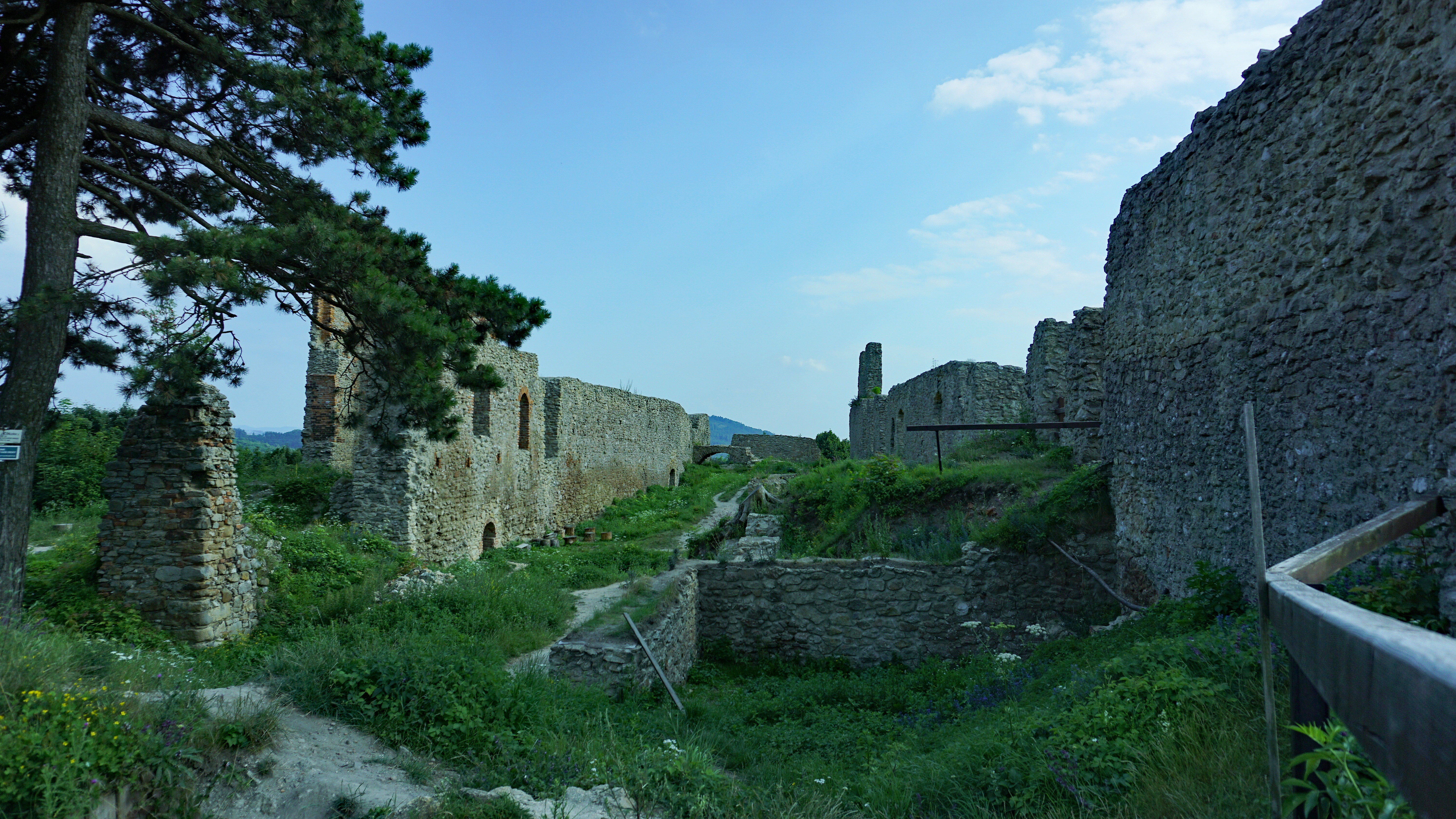
Zřícenina hradu Starý Jičín

Starý Jičín je zřícenina hradu nad stejnojmennou obcí Starý Jičín v okrese Nový Jičín v Moravskoslezském kraji. Hrad vznikl na konci 12. nebo na počátku 13. století, první písemná zmínka o něm pochází z roku 1240. Byl postaven na místě původní dřevěné tvrze a díky své strategické poloze a širokému výhledu do okolí plnil především vojenskou úlohu jako ochrana tzv. Jantarové stezky do Polska. Na počátku 20. století usiloval o jeho záchranu vlastenecký hrabě Bedřich Deym ze Střítěže. Od roku 1966 je chráněn jako kulturní památka ČR.
V roce 1996 byla obcí zrekonstruována hradní věž. V patrech byla nainstalována dobová expozice zbroje a dokumentů o hradě a panství Starý Jičín. Nachází se zde i restaurace. Obec Starý Jičín nadále pokračuje v rekonstrukci hradních zdí za finančního přispění z Ministerstva kultury v programu Záchrana kulturních památek.

## Historie hradu

### Počátky
Hrad vznikl zřejmě na přelomu 12. a 13. století. Původně sloužil jako strážný hrad, střežící obchodní cestu do Polska. Prvním známým majitelem hradu byl německý šlechtic Arnold z Hückeswagenu (jenž krom Starého Jičína vlastnil i nedaleké hrady Šostýn a Hukvaldy), který Starý Jičín získal kolem roku 1230. Jako majitel hradu se Arnold výslovně uvádí v listině ze 14. července 1240, kdy vydal darovací listinu pro premonstráty ve Steinfeldu. Po Arnoldovi získal Starý Jičín jeho syn Frank z Hückeswagenu, jenž jej ale zřejmě kolem roku 1270 prodal Bludovi z Pňovic, příbuznému své manželky Trojslavy.

### Páni z Pňovic a z Kravař
Páni z Pňovic drželi Starý Jičín až do počátku 14. století. Za jejich vlády došlo pravděpodobně ke vzniku Nového Jičína, jehož první písemná zmínka pochází z roku 1313.

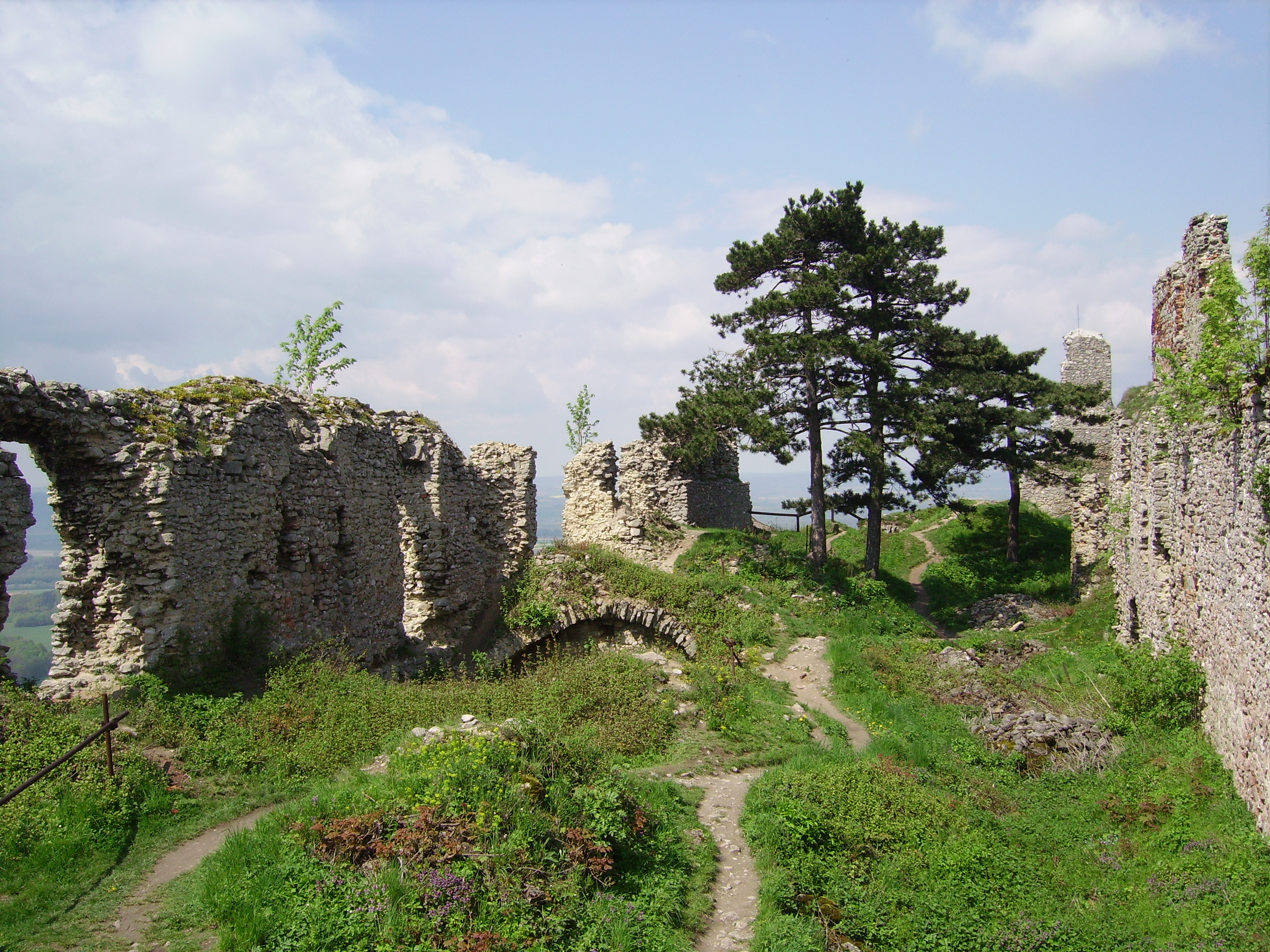
Pozůstatky západního paláce, obývaného pány z Kravař

Mezi roky 1300 až 1310 nabyl starojické panství Vok z Kravař, příslušník tehdejšího vlivného slezsko-moravského šlechtického rodu. Po Vokově smrti vlastnil Starý Jičín jeho syn Ješek z Kravař, který na hradě sídlil od roku 1337. Ješek patřil k významným dvořanům císaře Karla IV. Účastnil se Karlovy pražské korunovace, často se zdržoval v Karlově osobní družině a ve smlouvě s durynskými lankrabaty užíval titul tajného rady.
Ješek zemřel zřejmě bezdětný, neboť po něm dědili synové jeho bratra Drslava z Kravař. Starojické panství připadlo Vokovi z Kravař, který se ale dostal do finanční tíže. Posledním majitelem hradu z řad pánů z Kravař byl Jan. Tento velmož držel rozsáhlý komplex panství, který se táhl od Fulneku a Bílovce na severu, po Rožnov a Vsetín na jihu. Jedním z center této rozsáhle majetkové držby byl právě i hrad Starý Jičín. Jan z Kravař se svých panství ujal roku 1421, ale již v průběhu roku 1434 zemřel. Z Janova manželství s Anežkou Opavskou nevzešel žádný potomek, čímž fulnecko-jičínská větev rodu pánů z Kravař vymřela.

### Hrad v 15. století

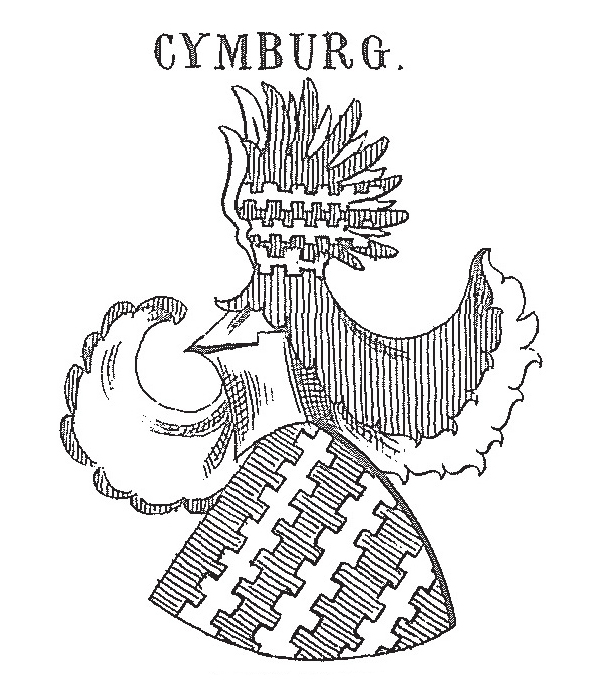
Erb pánů z Cimburka

Po smrti Jana z Kravař připadla panství Starý Jičín, Rožnov a Vsetín Ctiborovi z Cimburka.Ten však na přelomu let 1436 a 1437 zemřel. Starý Jičín pak do roku 1447 držel někdejší rožnovský purkrabí Jan Lapka, který se psal ze Starého Jičína. Hrad Cimburkům znova připadl až po roce 1447, kdy se majitelem starojického panství stal Jan z Cimburka, syn zemřelého Ctibora. Ačkoliv byl Jan přívržencem krále Jiřího z Poděbrad, na sklonku života podpořil v boji o český trůn uherského krále Matyáše Korvína. Zemřel po roce 1472 a Starý Jičín odkázal svému zeti Jindřichovi z Boskovic.
Pan Jindřich z Boskovic skonal snad na jaře roku 1476. Starojický hrad připadl jeho vdově Kunce z Cimburka, která se asi roku 1479 provdala za uherského magnáta Petra ze sv. Jiří a Pezinku. Na samém konci 15. století, v roce 1497, změnil Starý Jičín opět svého majitele. Petr ze sv. Jiří a Pezinku se po četných sporech s moravskou šlechtou rozhodl svá moravská panství (ke kterým kromě Starého Jičína patřil např. Rožnov či Valašské Meziříčí) odprodat. Kupcem Starého Jičína se stal jihomoravský šlechtic Jan z Kunovic, jenž hrad a panství od Petra zakoupil za šedesát tisíc zlatých. K hradu tehdy patřilo: město Jičín s mýtem, platem pivovarným, masnými krámy, valchovní súkenicí, pekarskými stoly, ševcovskými dubnicemi, s mýtem od stolů solných, s platem od vinného šenku, městečko Hustopeče s platem pivovarným, mýtem jarmarkovým, platem od šenku vín i piv starých hostinských, s valchou, městečko Starý Jičín a vsi Loučku, Bernartice, Palačov, Petřkovice, Šenov, Vysokou, Milotice atd.

### Hrad za Žerotínů
Jan z Kunovic prodal starojické panství v roce 1500 bratřím Jiřímu, Viktorínovi, Janovi, Bartoloměji a Bernardovi ze Žerotína. Nově nabyté majetky zpočátku spravoval Jiří ze Žerotína, neboť jeho mladší sourozenci pobývali v Polsku. Jiří zemřel v roce 1507 a dle dělicí smlouvy připadl Starý Jičín Viktorínovi ze Žerotína. Viktorín se projevil jako poměrně svárlivý a hádavý hradní pán. Zemřel bezdětný kolem roku 1530. Hrad zdědil jeho bratr Bernard ze Žerotína, který ale Viktorína následoval již v roce 1532. O rok později byl Nový Jičín od Starého Jičína oddělen a přičleněn byl k panství štramberskému.
Zřejmě nejvýznamnějším majitelem starojického hradu z rodu Žerotínů byl Karel mladší ze Žerotína. Panství převzal v roce 1557. Na hradě nechal zbudovat renesanční palác. Zasloužil se též o rozšíření starojického farního kostela. Byl stoupencem myšlenek reformace a v roce 1572 podpořil vydání protestantského Kancionálu starojického faráře Jakuba Zezuly Kunvaldského. Karel mladší zemřel v roce 1593. V témže roce vyšlo Paprockého slavné Zrcadlo Markrabství moravského, kde se nachází nejstarší známé vyobrazení starojického hradu.

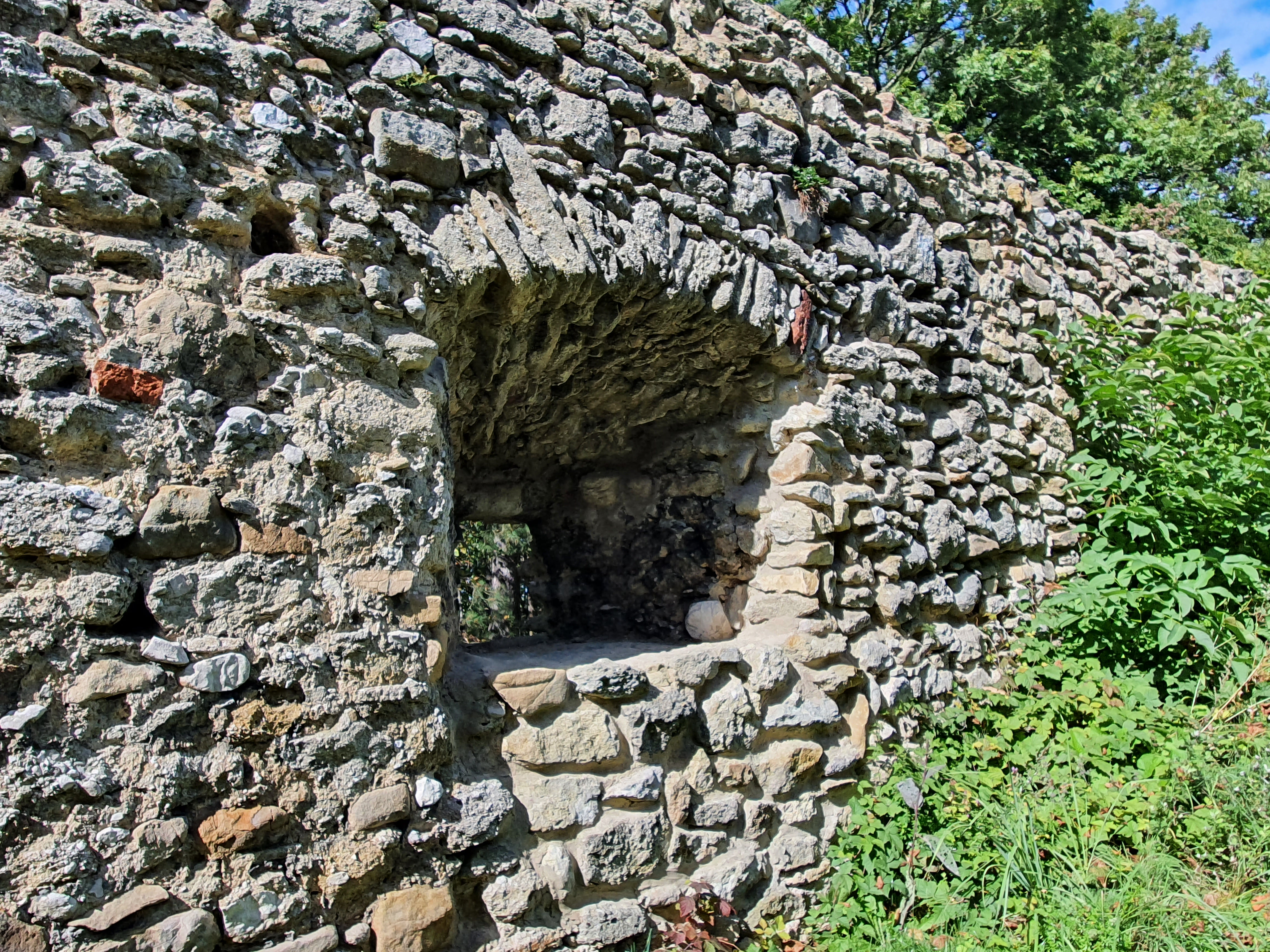
Zdivo Příhrádku, jenž sloužil k obraně hradu od jihu

Posledním žerotínským majitelem Starého Jičína byl Vilém Bedřich ze Žerotína. Po bitvě na Bílé hoře byl Bedřich odsouzen ke ztrátě čtyř pětin svého jmění. Samotné konfiskace se však nedočkal, neboť zemřel ještě počátkem roku 1622.

### Třicetiletá válka
Po smrti Viléma Bedřicha ze Žerotína byla na starojický hrad a panství uvalena císařská správa. Ta trvala až do roku 1624 a dohled nad ní vykonával olomoucký arcibiskup František z Dietrichsteina; v té době se o hrad a jeho panství ucházel Kryštof Šimon Thun, ale na přímý zásah císaře Ferdinanda II. byl Starý Jičín udělen chorvatskému šlechtici Mikulášovi Frankopanovi z Tržacu. Frankopan předtím zastával funkci chorvatského bána (1616 - 1622) a účastnil se též bojů s Turky. Důvodem udělení Starého Jičína chorvatskému šlechtici byl zřejmě fakt, že císař Frankopanovi dlužil částku 13 583 zlatých. Starojické panství Frankopan převzal koncem roku 1624 a s jeho vládou je spojena především silná rekatolizační činnost (roku 1628 se do Starého Jičína vrátil katolický farář), jakož i vleklé spory s vrchnostenským správcem panem Hirnbeinem z Amberga.
Roku 1626 byl hrad obsazen dánskou armádou, která bojovala proti Habsburkům. Dánský prapor nad hradem vlál až do 19. července 1627, kdy se hradu zmocnila císařská vojska. Ta pak na hradě zřídila dočasný vojenský lazaret. Cílem vojsk se hrad stal i ve 40. letech 17. století.
Mikuláš Frankopan z Tržacu zemřel roku 1647, rok před koncem třicetileté války. Starý Jičín po něm převzal Wolfgang Friedrich Hoffmann z Grünbüchlu, vzdálený příbuzný někdejšího hradního pána Viléma Bedřicha ze Žerotína.

## Přehled majitelů

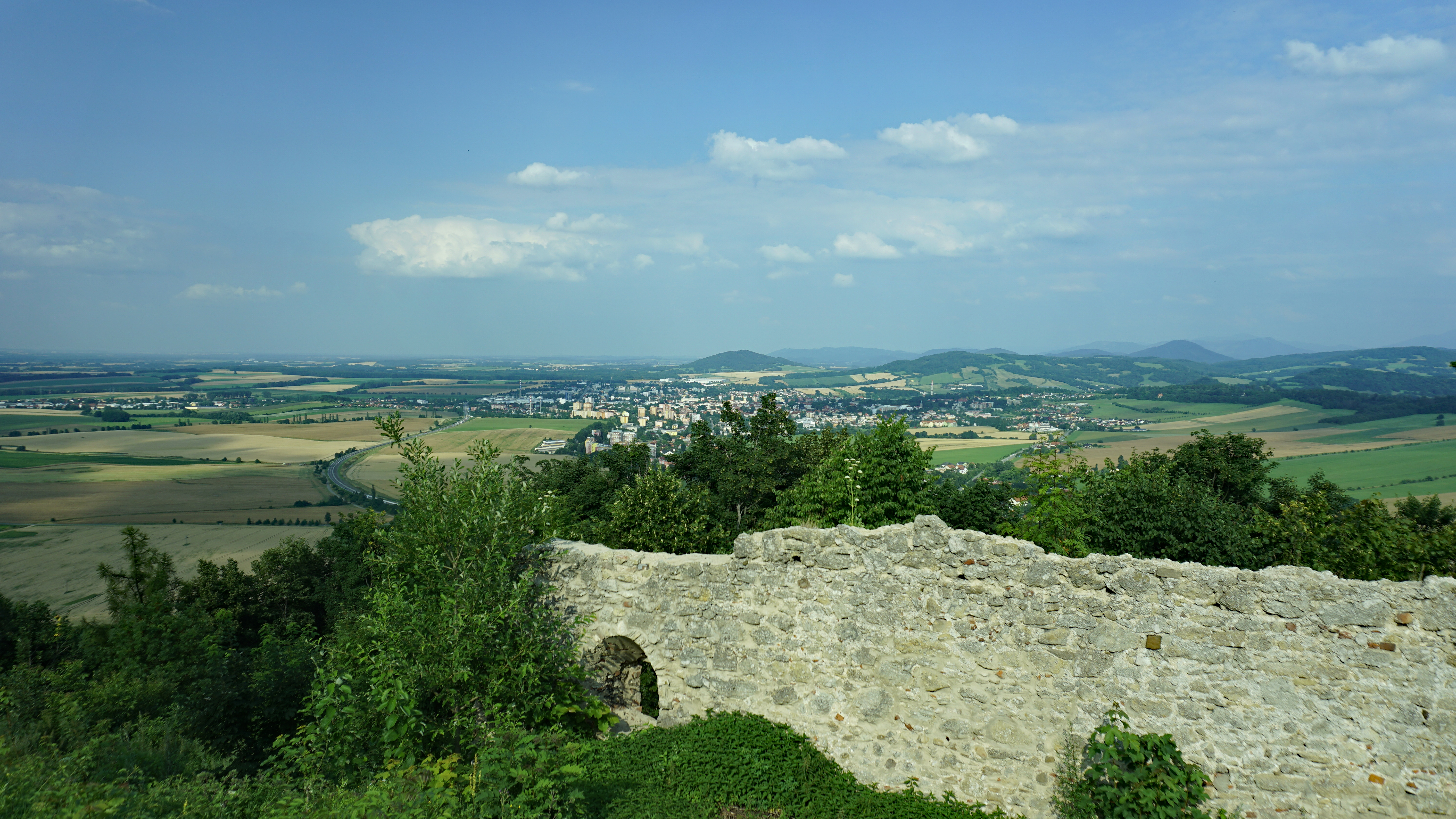
Pohled ze zříceniny hradu Starý Jičín

- asi 1230–1270 Arnold z Hückeswagenu
- asi 1270–1300 páni z Pňovic
- asi 1300–1434 páni z Kravař
- 1434–1437 páni z Cimburka
- 1437–1447 Jan Lapka ze Starého Jičína
- 1447–1472 páni z Cimburka
- 1472–1476 páni z Boskovic
- 1476–1479 páni z Cimburka
- 1479–1497 hrabata ze sv. Jiří a Pezinku
- 1497–1500 páni z Kunovic
- 1500–1622 Žerotínové
- 1622–1624 císařská správa
- 1624–1647 Frankopanové z Tržacu
- 1647–1686 Hoffmannové z Grünbuchlu
- 1686–1706 Dietrichsteinové
- 1706–1772 Zenové z Dannhausenu
- 1772–1906 Seilernové
- 1906–1945 Deymové ze Stříteže
- po válce obec Starý Jičín

## Návštěvnost
| Rok               | 2015   | 2016   | 2017   | 2022   | 2023   | 2024   |
| ----------------- | ------ | ------ | ------ | ------ | ------ | ------ |
| Počet návštěvníků | 22 292 | 28 272 | 29 587 | 30 356 | 31 528 | 32 670 |